# Chon
Chon (іноді стилізовано CHON) — американський гурт у жанрі прогресивний рок і математичний рок з Оушенсайду, Каліфорнія. Музика гурту переважно інструментальна, і лише кілька пісень містять вокал. До складу гурту входять Маріо Камарена (гітара), Ерік Гензель (гітара), Есія Камарена (бас) і Натан Камарена (ударні).

## Історія

### Рання кар'єра
У 2008 році вони почали випускати демо через Інтернет. У 2010 році гурт взяв невелику перерву, але возз'єднався у 2011 році, щоб записати дві нові пісні «OG» і «Breathe». Вони повернулися у 2013 році, випустивши дебютний мініальбом під назвою Newborn Sun. У 2014 році Chon випустили другий мініальбом під назвою Woohoo! і вирушили у два поспіль американські тури з Animals as Leaders.

### Участь Пелісека
У грудні 2014 року Chon підписали контракт із звукозаписним лейблом Sumerian Records і оголосили, що наступного року випустять дебютний повноформатний альбом. 5 лютого 2015 року гурт оголосив, що дебютний повноформатний альбом під назвою Grow вийде в березні 2015 року. 5 березня гурт представив пісню Can't Wait з альбому через Red Bull. 24 березня вони випустили альбом. За вісім днів до цього гурт вирушив в тур із 27 концертів на підтримку Circa Survive. 16 грудня 2015 року Chon оголосили про свій перший повний хедлайнерський тур США під назвою Super Chon Bros Tour із супроводжувальними гуртами Polyphia та Strawberry Girls. Вони розпродали всі квитки на всі концерти туру. Chon також виступали на розігріві під час туру Sonic Unrest Tour за участю хедлайнерів Periphery, а також гуртів Sikth і Toothgrinder.
8 листопада 2015 року Chon заявили у своєму Twitter, що вони розійшлись з Дрю Пелісеком через «мистецькі розбіжності». Дрю також підтвердив це в особистому акаунті.

### Другий альбом і подальша діяльність
Вони записали другий альбом Homey з Ентоні Кроуфордом на басі. Після виходу Пелісека Chon мали 3 гастролюючих басистів, включно з початковим басистом Езая Камарена, який грав на бас-гітарі під час туру Journey's Unplugged. Езая повернувся як постійний учасник гурту після  відвідування туру Robot With Human Hair Vs. Chonzilla з Dance Gavin Dance.
У квітні 2019 року Chon виступали на сцені Mojave на фестивалі Коачелла. Спеціальним гостем їхнього сету став Кенні Джі.
7 червня 2019 року Chon випустили третій повноформатний однойменний альбом на Sumerian Records.
16 травня 2022 року Маріо та Ерік оголосили на своєму сервері Discord, що гурт йде на перерву.

## Обладнання
Чон рекламує гітари Ibanez та гітарні ремені Overdrive Straps. Гітарист Маріо Камарена грає на своїй фірмовій гітарі Ibanez MAR10, яка заснована на прототипі серії Ibanez AZ в рожевому кольорі з білим звукознімачем. Раніше він використовував рожевий прототип на додаток до білого прототипу Ibanez AZ, який згодом став звичайною моделлю AZ Prestige, а також Ibanez RG652fx з кастомним квітковим принтом (включаючи чорну версію Yoshi, яку Маріо використовує як головного героя у відеогрі Super Smash Bros), і Ibanez S5521Q. Також його часто можна було побачити за грою на кастомній Ibanez RG, створеній Сетом Холландером.
До альбому Homey Маріо використовував ламповий підсилювач Vox AC30 і Fender Super Sonic, але згодом перейшов на підсилювач Matchless. Ерік Хансел переважно грає на своїй фірмовій гітарі Ibanez, EH10, яка базується на серії Ibanez AZ. Раніше він використовував темно-синій прототип Ibanez AZ, RG652FX з індивідуальним покриттям, RG321MH (на ранніх альбомах і виступах) і Ibanez Talman Prestige. Останнім часом Еріка бачили з підсилювачем Vox AC30 або Matchless. Відомо, що рання творчість Chon в основному уникала використання педалей ефектів, але з тих пір гурт почав активно експериментувати з педалями під час написання альбому Homey.

## Музичний стиль і впливи
На початку своєї кар'єри гурт зазнав впливу таких метал-гуртів, як Necrophagist і постгардкор-гурт The Fall of Troy, але музиканти також відзначають вплив на їхнє звучання піаністів як-от Хіромі Уехара, Тигран Амасян і Алекс Ардженто. Музика Chon була відзначена за використання складної гармонії з великим акцентом на протяжних акордах, а також непарних часових сигнатур і поліритмії, характерних для жанру прогресивного року. У музиці Чона часто зустрічається контрапункт між двома гітарами, коли один інструмент панорамується вліво, а інший — вправо. Стереопанельний контрапункт можна почути в треках як-от «Story», «Suda», «Fluffy» і «Spike». У другому альбомі Homey гурт поєднав елементи тріп-хопу та електронної музики, які можна почути в треках як-от «Nayhoo».

## Склад гурту
- Ерік Гензель — гітари (з 2008), вокал (з 2016)
- Маріо Камарена — гітари (з 2008)
- Натан Камарена — ударні (з 2008)
- Езая Камарена — бас (2008–2010, з 2016)

Колишні учасники
- Дрю Пелісек — бас, вокал (2012–2016)
- Гаррік Арден — тромбон (2010-2014)

Концертні учасники
- Брендон Юінг — бас (2016, тур Super Chon Bros)
- Саммер Сві-Сінгх — клавіші, струнний диригент, вокал (2018, Holiday Tour)[15]

Сесійні музиканти
- Ентоні Кроуфорд — бас-гітара (з 2017)
- Брайан Еванс — ударні (з 2015)

## Дискографія

### Студійні альбоми
- Grow (2015, Sumerian Records)
- Homey (2017, Sumerian Records)
- Chon (2019, Sumerian Records)

### Мініальбоми
- Newborn Sun (2013, випущено самостійно)
- Woohoo! (2014, випущено самостійно)

### Демо
- Chon (2008, випущено самостійно)

### Сингли
- «Story» (2015, Sumerian Records)
- «Splash» (2015, Sumerian Records)
- «Sleepy Tea» (2017, Sumerian Records)
- «Waterslide» (2017, Sumerian Records)
- «Nayhoo» (за участі Masego & Lophiile) (2017, Sumerian Records)
- «Peace» (2019, Sumerian Records)
- «Petal» (2019, Sumerian Records)
- «Pitch Dark» (2019, Sumerian Records)